# Alejandro Elordi
Juan Alejandro Elordi (ur. ? – zm. ?) – argentyński piłkarz, grający podczas kariery na pozycji obrońcy lub pomocnika.

## Kariera klubowa
Alejandro Elordi podczas piłkarskiej kariery występował w klubach z Buenos Aires: Ferro Carril Oeste, Estudiantes, San Lorenzo, ponownie Ferro Carril Oeste, Huracánie i Palermo. Z Huracánem zdobył mistrzostwo Argentyny w 1922.

## Kariera reprezentacyjna
Jedyny raz w reprezentacji Argentyny Elordi wystąpił 21 października 1917 w zremisowanym 1-1 towarzyskim meczu z Chile. 
Kilkanaście dni wcześniej był w kadrze na Mistrzostwa Ameryki Południowej.